# アドマイヤムーン
アドマイヤムーン（欧字名:Admire Moon 香:賞月、2003年2月23日 - ）は、日本の競走馬・種牡馬。主な勝ち鞍は2007年のドバイデューティーフリー、宝塚記念、ジャパンカップ。
2007年のJRA賞年度代表馬、最優秀4歳以上牡馬である。

## 競走馬時代

### デビュー前（0歳〜1歳）
父・エンドスウィープは、現役時代にアメリカとカナダで出走し、ハイランダーステークス（当時カナダ限定G1）やジョージジョアステークス（米G3）を制した。1995年からアメリカで種牡馬入りし、2000年から日本の社台スタリオンステーションで繋養されたが、2002年に急死したため日本では3世代しか産駒を残しておらず、本馬はその3世代目（ラストクロップ）にあたる。
母・マイケイティーズ（父サンデーサイレンス）は競走馬としては未出走であった。その母ケイティーズファースト（父Kris、母Katies）はヒシアマゾンやヒシピナクルの半姉。
本馬は2003年2月23日にノーザンファームで生まれ、同年の当歳セレクトセールで1600万円で近藤利一によって落札された。育成段階では1日も調教を休むことなく、育成スタッフに丈夫な印象をもたれていた。関係者からは早くもクラシック候補と言われていた。

### 2歳（2005年）
2005年7月10日、函館競馬場の第5競走でデビューし、5番人気ながら勝利を挙げる。以降本田優とコンビを組み、クローバー賞、札幌2歳ステークスと3連勝した。4戦目のラジオたんぱ杯2歳ステークスでは1番人気に推されるもサクラメガワンダーに交わされハナ差の2着に終わり、初の敗北を喫した。

### 3歳（2006年）
2006年は共同通信杯からスタートし、この競走から武豊に乗り替わった。2番人気に推されると、先行した1番人気のフサイチリシャールを最後の直線で差しきり重賞2勝目をあげた。続いての弥生賞では、唯一敗戦を喫した相手であるサクラメガワンダーを最後の直線で差し切り勝利。皐月賞の優先出走権を得た。武豊が無敗での皐月賞出走となったフサイチジャンクとどちらに騎乗するか注目されたが、アドマイヤムーンに騎乗した。しかしメイショウサムソンの4着に敗れ、フサイチジャンクにも先着を許した。
さらに次走東京優駿（日本ダービー）でもアドマイヤメインとどちらに騎乗するかが注目されたが武豊はアドマイヤムーンに騎乗した。またしてもメイショウサムソンの7着に敗れ、アドマイヤメインにも先着を許した。
夏は札幌記念に出走。このレースが初の古馬との対決となったが、後に鞍上の武が「札幌記念から馬が変わってきた」と振り返った通りに後方から差し切り勝利を収め、クラシックでの雪辱を果たした。
次走は菊花賞ではなく、天皇賞（秋）に出走した。この時、凱旋門賞から帰国したディープインパクトもメンバー登録をしており、近藤が「ディープが（天皇賞に）出走しても豊は譲らん!」と発言していたため、ディープインパクトが出走した場合武豊がどちらを選択するのか話題になったが、結局ディープインパクトは回避した。レースは後方から追い込んだものの届かずダイワメジャーの3着に敗れた。
その後香港カップに出走。凱旋門賞2着馬のプライドに僅かの差で2着に敗れた。

### 4歳（2007年）
2007年は京都記念からスタートした。59kgの斤量を背負い、また有馬記念2着のポップロックが出走したこともあってポップロックに次ぐ2番人気に留まった。しかしレースでは中団から鋭く伸び、最後はポップロックの追い込みをクビ差だけ粘り切り勝利を収めた。
その後ドバイデューティーフリーに出走し、ダイワメジャーやこの年のブリーダーズカップ・ターフを制するイングリッシュチャンネル、リンガリといった強豪を抑えて勝利。悲願のG1初制覇は海外遠征によるもので、このレースでのレーティングは125ポンドと評価された。その後、日本では未だ異例とも言える海外を転戦するローテーションを組み、ドバイから日本へは戻らず直接香港に移動し、香港G1・クイーンエリザベス2世カップに出走した。しかし、後方から追い込むもスローペースのレース展開があわず、3着に終わる。
帰国後は第48回宝塚記念に向け調整が進められたが武豊の降板が決定し、岩田康誠への乗り替りとなった（それまでの主戦騎手だった武豊はポップロックに騎乗した）。道中はメイショウサムソンをマークする形で中団を進み最後の直線ではいち早く抜け出していたメイショウサムソンが馬体を合わせてきたが、残り100mあたりで振り切りメイショウサムソンに1/2馬身差をつけて勝利。国内GI初制覇を果たすと共に、皐月賞と日本ダービーで苦杯をなめさせらたメイショウサムソンに雪辱を果たした。レースでのレーティングは前年の覇者ディープインパクトと同じ124ポンドと評価された。また、8月11日に発表されたJPNサラブレッドランキングの2007年度上半期において125ポンド（Mile）の評価を得た。
レース後、天皇賞（秋）を目指して山元トレーニングセンターに放牧中だった7月27日に「ダーレー・グループ」の日本法人であるダーレー・ジャパンへと所有権が移転されたことが明らかとなり、8月9日に所有権の移譲が日本中央競馬会によって行われた。日本国内での馬主変更という形となり、厩舎は松田博資厩舎所属のままとなった。8月26日には前哨戦を使わずに第136回天皇賞へ直行することが発表された。当馬はその後ノーザンファームに移動し、9月14日に帰厩した。10月12日に発表されたトップ50ワールドリーディングホースでは、宝塚記念を制したことにより122ポンドの評価を得て15位タイとなった。なお、前年と同じく香港カップに予備登録を行っていたが、10月23日に馬インフルエンザの影響で検疫期間が1ヶ月かかることから回避することとなった。

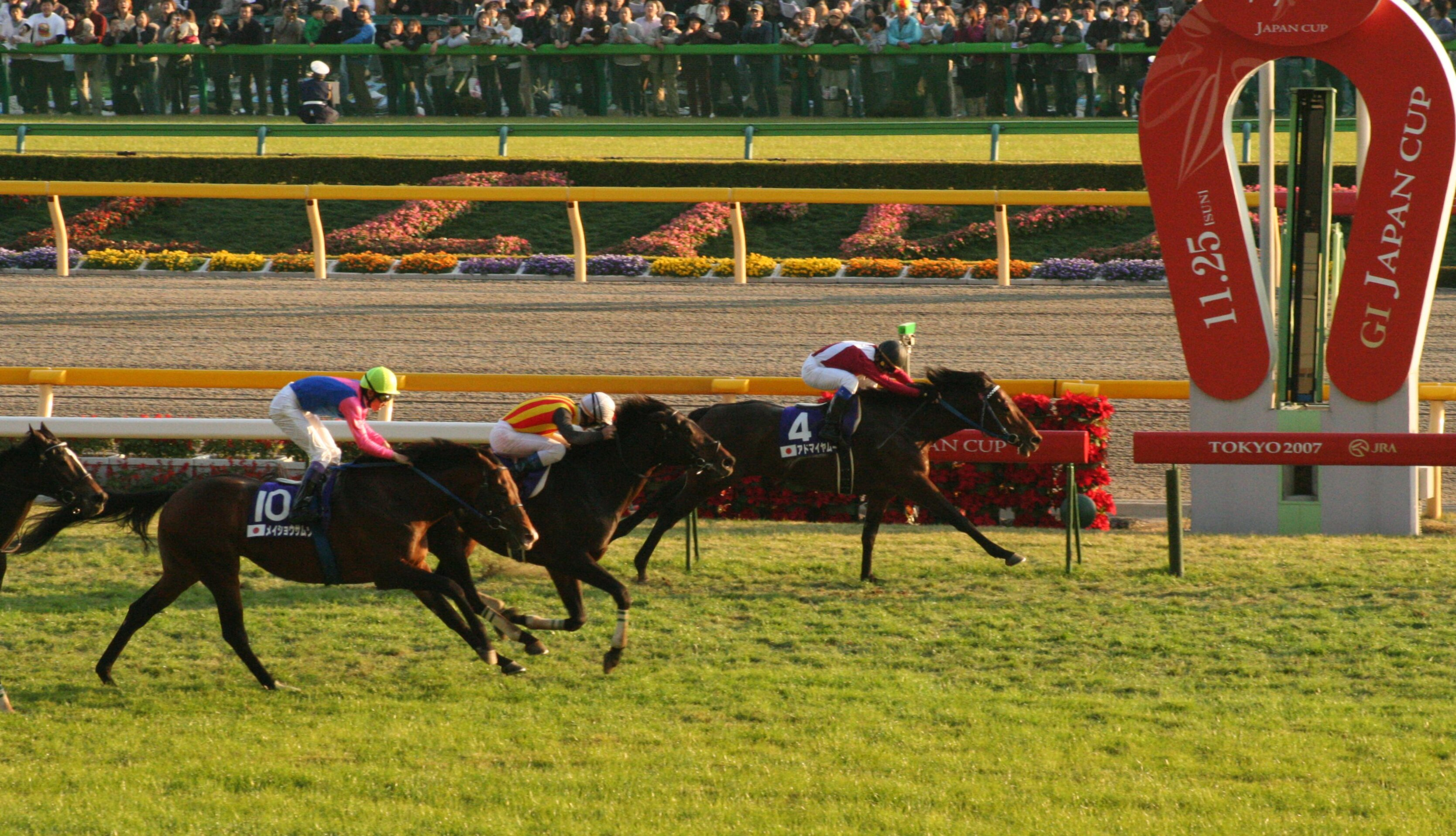
第27回ジャパンカップでラチ沿いを抜け出す

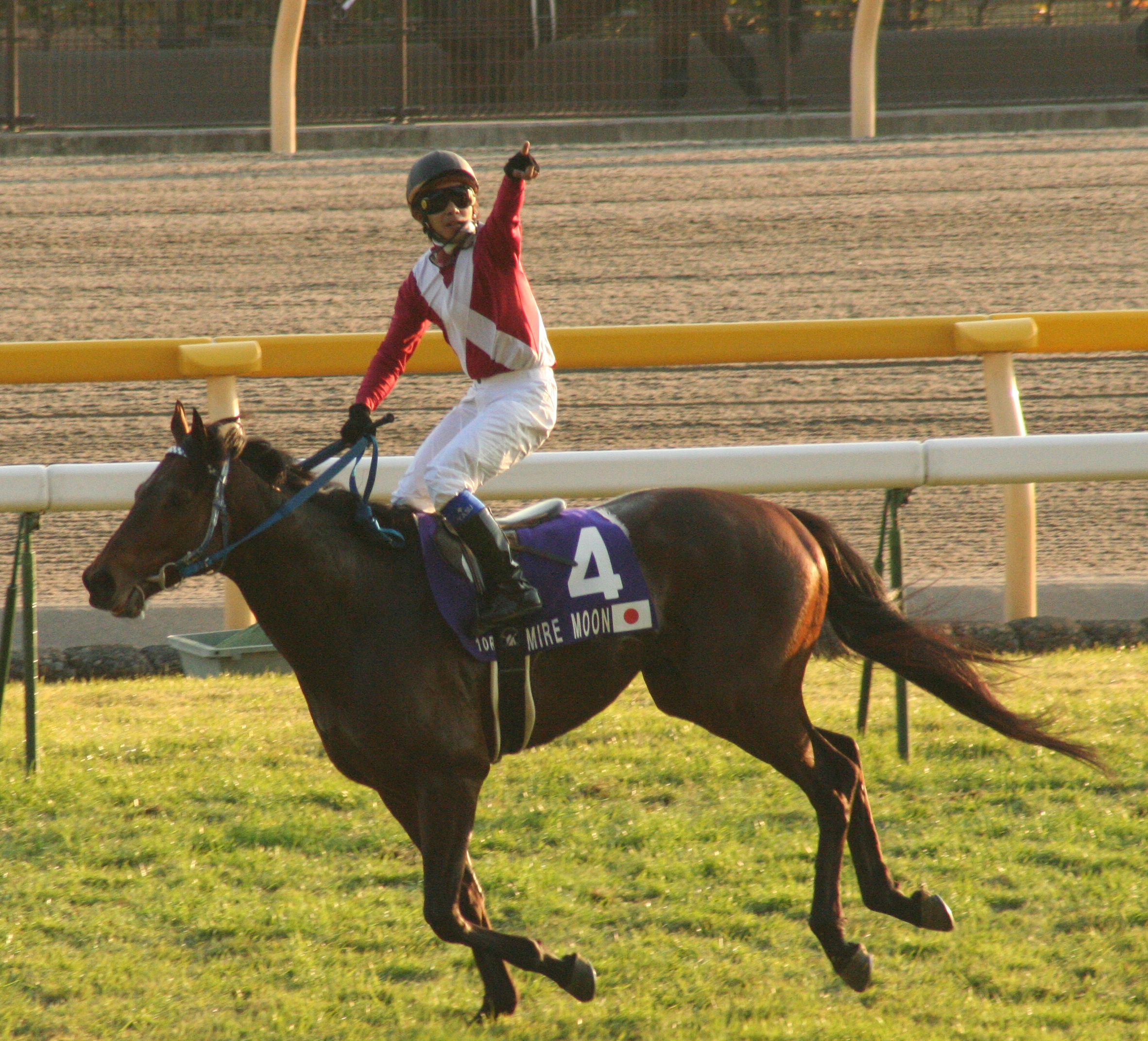
ジャパンカップ勝利後ウイニングランを行うアドマイヤムーンと岩田康誠

そして迎えた天皇賞（秋）では4ヶ月ぶりの実戦ながら2番人気に支持され、鞍上にかつての主戦騎手・武豊を迎えたメイショウサムソンとの今年2度目の対決であったが、直線で他馬からの走行妨害があったことも響き6着という結果に終わり、圧勝したメイショウサムソンとは対照的な結果となった。
レースの後の10月31日、2008年からダーレー・ジャパン・スタリオン・コンプレックスにて種牡馬入りし、初年度の種付料が同場最高額の500万円（受胎確認後9月末日支払い、フリーリターン特約付き）となることが発表された。また、天皇賞（秋）で他馬と接触した影響がなかったことから、11月25日のジャパンカップに出走することが発表された。11月4日に発表されたトップ50ワールドリーディングホースでは、前回と同じ122ポンドの評価を得たが、順位は17位タイとなった。
ジャパンカップでは前走敗れたことや、距離不安をささやかれていたこともあり5番人気にとどまる。掛かったことも影響してか道中は普段よりも前方でレースを進め、ロスの少ない内側を通って直線で早めに先頭に立つと、最後はポップロックの追撃をアタマで差しのぎ勝利で有終の美を飾った。
レース後、このレースをもって現役を引退することが発表され、2007年12月4日付で競走馬登録を抹消、12月5日に北海道のダーレー・ジャパン・スタリオン・コンプレックスに移動した。なお、ダーレー・ジャパン・ファームは引退発表後の11月28日付で中央競馬の馬主登録抹消手続きを行っている。ちなみに、出走に至らなかったが、12月6日に発表された有馬記念ファン投票の最終結果で5位となる6万4886票を獲得した。
11月29日に発表された重賞・オープン特別競走レーティングでは、ジャパンカップを制したことにより123ポンドの評価を得た。さらに11月30日に発表されたトップ50ワールドリーディングホースでは、日本馬のなかで最高位となる123ポンドの評価を得て11位タイとなった。

### 引退後
2008年1月5日、2007年度のJRA賞が発表され、年度代表馬とJRA賞最優秀4歳以上牡馬を受賞した。また1月15日には2007年度のワールド・サラブレッド・レースホース・ランキングが発表され、日本馬最高の125ポンドを獲得し、ブリーダーズカップ・ターフを制したイングリッシュチャンネル（English Channel）とアイリッシュダービーを9馬身差で制したソルジャーオブフォーチュン（Soldier of Fortune）と並ぶ総合7位タイにランキングした。4月3日に発表されたトップ50ワールドリーディングホース（対象期間は2007年10月1日から2008年3月31日までのレース）では、123ポンドの評価を得て日本馬最上位の第5位タイとなった。

## 競走成績
| 年月日 | 年月日 | 年月日 | 競馬場       | 競走名             | 格   | 頭 数 | 枠 番 | 馬 番 | オッズ （人気） | 着順 | 騎手     | 斤量 [kg] | 距離（馬場）  | タイム （上り3F） | タイム 差 | 勝ち馬/（2着馬）       |
| 2005.  | 7.     | 10     | 函館         | 2歳新馬            |      | 16    | 6     | 11    | 8.0（5人）      | 1着  | 本田優   | 54        | 芝1800m（良） | 1:54.4（35.9）    | -0.4      | （グラスウィーク）     |
|        | 8.     | 27     | 札幌         | クローバー賞       | OP   | 10    | 8     | 10    | 2.4（1人）      | 1着  | 本田優   | 54        | 芝1500m（良） | 1:29.5（35.6）    | -0.0      | （ニシノアンサー）     |
|        | 10.    | 1      | 札幌         | 札幌2歳S           | GIII | 13    | 8     | 13    | 2.9（1人）      | 1着  | 本田優   | 55        | 芝1800m（良） | 1:50.4（35.5）    | -0.2      | （ディープエアー）     |
|        | 12.    | 24     | 阪神         | ラジオたんぱ杯2歳S | GIII | 12    | 6     | 8     | 2.2（1人）      | 2着  | 本田優   | 55        | 芝2000m（良） | 2:01.9（34.8）    | 0.0       | サクラメガワンダー     |
| 2006.  | 2.     | 5      | 東京         | 共同通信杯         | GIII | 11    | 1     | 1     | 2.8（2人）      | 1着  | 武豊     | 57        | 芝1800m（良） | 1:48.4（33.9）    | -0.1      | （フサイチリシャール） |
|        | 3.     | 5      | 中山         | 弥生賞             | GII  | 10    | 2     | 2     | 1.6（1人）      | 1着  | 武豊     | 57        | 芝2000m（良） | 2:01.5（34.7）    | -0.1      | （グロリアスウィーク） |
|        | 4.     | 16     | 中山         | 皐月賞             | GI   | 18    | 7     | 15    | 2.2（1人）      | 4着  | 武豊     | 57        | 芝2000m（良） | 2:00.4（34.8）    | 0.5       | メイショウサムソン     |
|        | 5.     | 28     | 東京         | 東京優駿           | GI   | 18    | 5     | 10    | 5.9（3人）      | 7着  | 武豊     | 57        | 芝2400m（稍） | 2:28.8（35.4）    | 0.9       | メイショウサムソン     |
|        | 8.     | 20     | 札幌         | 札幌記念           | GII  | 15    | 6     | 11    | 3.2（1人）      | 1着  | 武豊     | 54        | 芝2000m（良） | 2:00.3（33.5）    | -0.2      | （レクレドール）       |
|        | 10.    | 29     | 東京         | 天皇賞（秋）       | GI   | 16    | 8     | 15    | 6.0（2人）      | 3着  | 武豊     | 56        | 芝2000m（良） | 1:59.0（34.2）    | 0.2       | ダイワメジャー         |
|        | 12.    | 10     | 沙田         | 香港C              | G1   | 12    | 4     | 7     | 11.0（6人）     | 2着  | 武豊     | 55.8      | 芝2000m（良） | 2:01.6            | 0.0       | Pride                  |
| 2007.  | 2.     | 17     | 京都         | 京都記念           | GII  | 14    | 6     | 9     | 4.0（2人）      | 1着  | 武豊     | 59        | 芝2200m（稍） | 2:17.2（35.1）    | -0.0      | （ポップロック）       |
|        | 3.     | 31     | ナドアルシバ | ドバイDF           | G1   | 16    | 10    | 10    | 発売無し        | 1着  | 武豊     | 57        | 芝1777m（良） | 1:47.94           |           | （Linngari）           |
|        | 4.     | 29     | 沙田         | QE2世C             | G1   | 10    | 10    | 1     | 1.6（1人）      | 3着  | 武豊     | 57.2      | 芝2000m（良） | 2.02.2            | 0.3       | Viva Pataca            |
|        | 6.     | 24     | 阪神         | 宝塚記念           | GI   | 18    | 3     | 6     | 6.7（3人）      | 1着  | 岩田康誠 | 58        | 芝2200m（稍） | 2.12.4（36.2）    | -0.1      | （メイショウサムソン） |
|        | 10.    | 28     | 東京         | 天皇賞（秋）       | GI   | 16    | 6     | 12    | 3.8（2人）      | 6着  | 岩田康誠 | 58        | 芝2000m（稍） | 1.59.1（35.0）    | 0.7       | メイショウサムソン     |
|        | 11.    | 25     | 東京         | ジャパンC          | GI   | 18    | 2     | 4     | 10.9（5人）     | 1着  | 岩田康誠 | 57        | 芝2400m（良） | 2.24.7（33.9）    | -0.0      | （ポップロック）       |

## 特徴
緩い馬場も苦にしない末脚が最大の特徴である。日本の高速馬場では良馬場でも差し切れないレースも多かったが、日本に比べて芝が重いドバイにおいてG1レースで勝利を挙げている。また、相手を抜き先頭に立つとソラを使う（集中力を欠いて走る気をなくす、もしくは失速する）癖があり、ドバイでは抜け出すと急に失速し後続馬に差を詰め寄られていた。このソラを使う癖のため、騎手に抜け出すタイミングが求められる馬であるが、ジャパンカップでは良馬場で先行し、抜け出しながらもソラを使わずしぶとく粘り勝利している。

## 種牡馬時代
2008年2月18日に種牡馬入り後初めての展示会に参加し、競走馬時代よりも約50kg増えた530kgで登場した。父エンドスウィープと相性の良かった繁殖牝馬との交配も行われる。初年度の種付け料は500万円と設定され、初年度には300頭を超える種付け希望から厳選した138頭の牝馬との種付けを行い、種付け頭数を抑えたため受胎率も極めて良好である。なお、種牡馬生活2年目となる2009年の種付け料は400万円（出生条件：産駒誕生後30日以内支払）に設定された。また、この年は前年に申込のオファーを絞りすぎた反省からか、種付け頭数を大きく増やして195頭の牝馬との種付けを行った。
2011年に初年度産駒がデビュー。2011年7月3日の中山1Rの2歳未勝利戦でレオアクティブが産駒として初勝利を挙げた。同年8月7日、函館2歳ステークスをファインチョイスが優勝し、重賞初勝利を挙げた。
その後も、堅実に産駒が活躍。中央競馬リーディングサイアーランキングでは、2012年度が22位、以降2013年から2018年まで6年連続20位以内（15→14→13→13→11→16位）を維持している。
2024年12月27日、ダーレー・ジャパンにより2024年シーズンをもって種牡馬を引退することが発表された。

### 主な産駒

#### グレード制重賞優勝馬
太字はGI競走。
- 2009年産
  - ファインチョイス（2011年函館2歳ステークス）[65]
  - レオアクティブ（2011年京王杯2歳ステークス、2012年京成杯オータムハンデキャップ）[66]
  - ハクサンムーン（2012年京阪杯、2013年アイビスサマーダッシュ、セントウルステークス）[67]
  - オースミムーン（2013年小倉サマージャンプ、阪神ジャンプステークス、東京ハイジャンプ、2014年京都ジャンプステークス、2015年東京ジャンプステークス、阪神ジャンプステークス）[68]
  - アルキメデス（2013年朝日チャレンジカップ）[69]
- 2012年産
  - ブラックムーン （2018年京都金杯）[70]
- 2013年産
  - セイウンコウセイ （2017年高松宮記念、2018年函館スプリントステークス）[71]
  - ファインニードル（2017年セントウルステークス、2018年シルクロードステークス、高松宮記念、セントウルステークス、スプリンターズステークス）[72]
  - ムーンクエイク（2018年京王杯スプリングカップ）[73]
  - ラヴアンドポップ（2020年東京ジャンプステークス、2021年東京ハイジャンプ）[74]
- 2016年産
  - マーニ（2021年京都ハイジャンプ）[75]

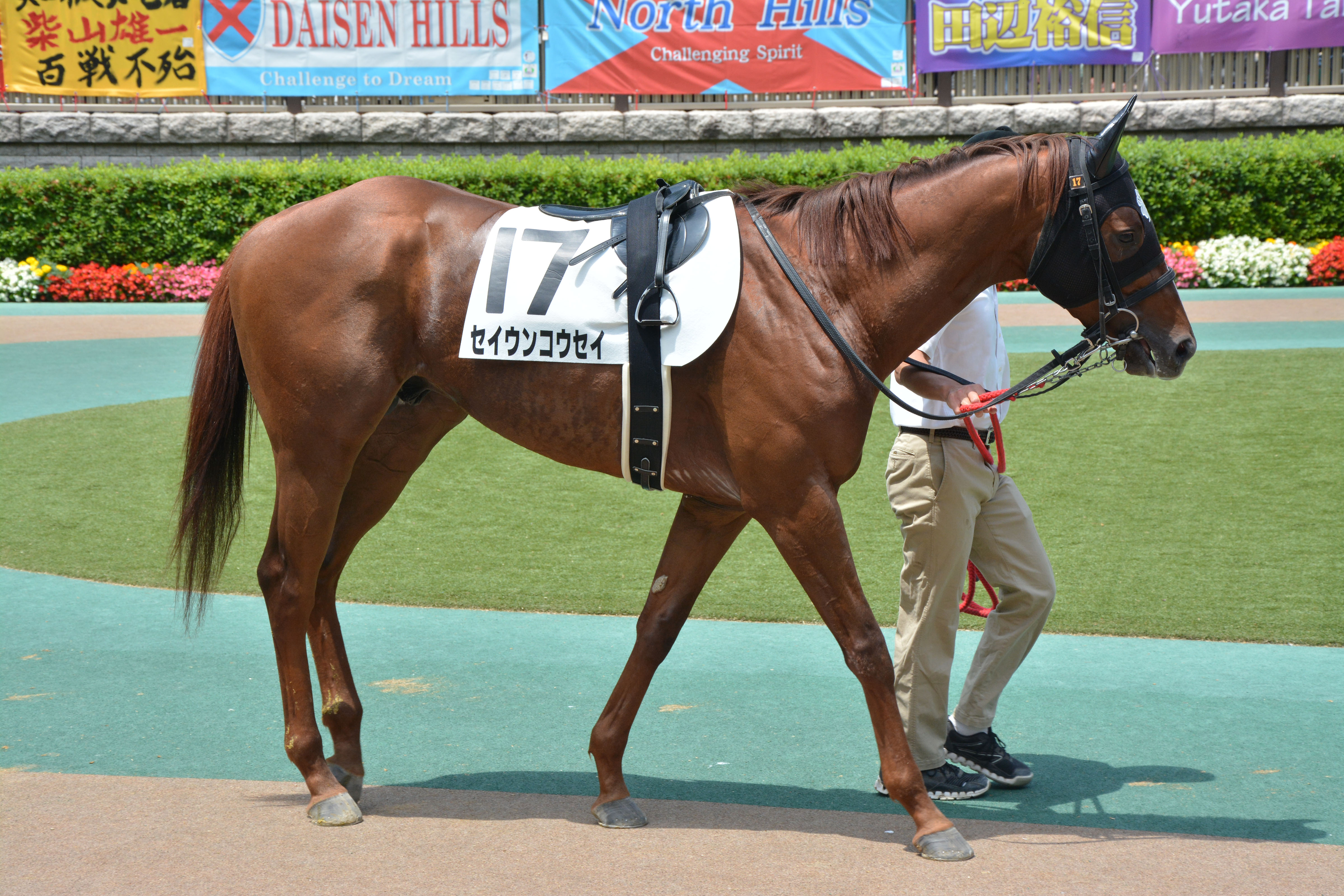
セイウンコウセイ（2013年産）
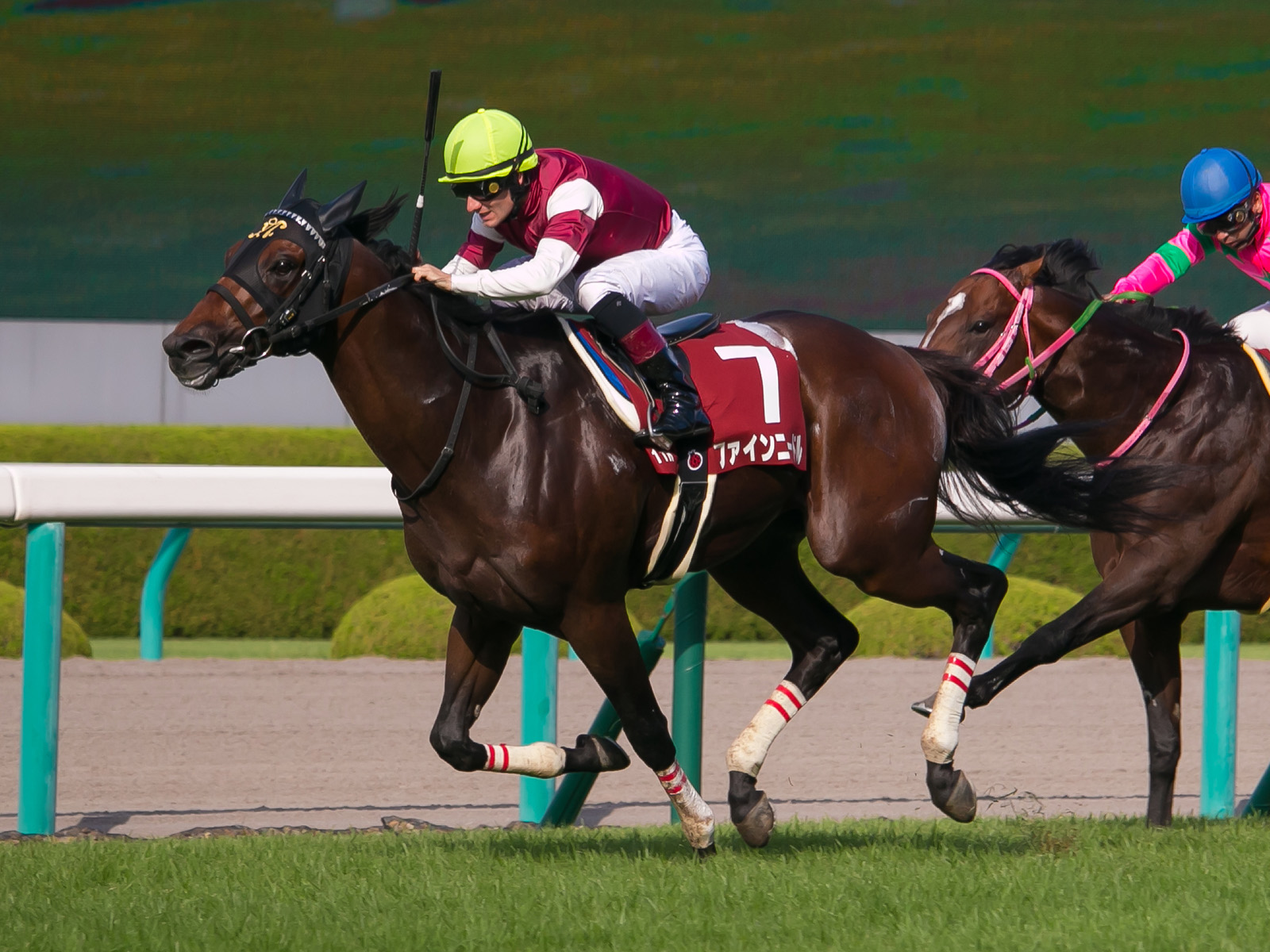
ファインニードル（2013年産）

#### 地方重賞優勝馬
- 2010年産
  - コウセン（2017年桂樹杯、ハーベストカップ、OROターフスプリント）[76]
- 2011年産
  - ムーンドロップ（2014年サファイア賞）[77]
- 2012年産
  - ホレミンサイヤ（2015年留守杯日高賞）[78]

### 母父としての主な産駒

#### グレード制重賞勝利馬
- 2018年産
  - ノースブリッジ：2022年エプソムカップ、2023年アメリカジョッキークラブカップ、2024年札幌記念（父モーリス）[79]
  - サンデイビス：2024年京都ハイジャンプ（父ジョーカプチーノ）
- 2021年産
  - アドマイヤマツリ：2025年福島牝馬ステークス（父キタサンブラック）

#### 地方重賞勝利馬
- 2016年産
  - スーパージンガ：2019年花吹雪賞、ル・プランタン賞、佐賀皐月賞、九州ダービー栄城賞、佐賀王冠賞、ロータスクラウン賞（父バンブーエール）
- 2018年産
  - ペイシャシオン：2022年名港盃（父ストロングリターン）
- 2019年産
  - メルト：2023年・2025年名古屋記念、2024年梅見月杯（父エスケンデレヤ）
  - ダイセンメイト：2024年早池峰スーパースプリント（父コパノリチャード）
- 2020年産
  - サベージ：2023年京浜盃（父ディープスカイ）
- 2022年産
  - ポマイカイ：2024年ネクストスター盛岡、2025年スプリングカップ（父ベストウォーリア）

## 血統表
| アドマイヤムーンの血統                   | アドマイヤムーンの血統                               | アドマイヤムーンの血統   | （血統表の出典）         | （血統表の出典） |
| 父系                                     | ミスタープロスペクター系                             | ミスタープロスペクター系 | ミスタープロスペクター系 | [ § 2 ]          |
| 父 *エンドスウィープ End Sweep 1991 鹿毛 | 父の父*フォーティナイナー Forty Niner 1985 栗毛      | Mr. Prospector           | Raise a Native           | Raise a Native   |
| 父 *エンドスウィープ End Sweep 1991 鹿毛 | 父の父*フォーティナイナー Forty Niner 1985 栗毛      | Mr. Prospector           | Gold Digger              |                  |
| 父 *エンドスウィープ End Sweep 1991 鹿毛 | 父の父*フォーティナイナー Forty Niner 1985 栗毛      | File                     | Tom Rolfe                | Tom Rolfe        |
| 父 *エンドスウィープ End Sweep 1991 鹿毛 | 父の父*フォーティナイナー Forty Niner 1985 栗毛      | File                     | Continue                 |                  |
| 父 *エンドスウィープ End Sweep 1991 鹿毛 | 父の母Broom Dance 1979 鹿毛                          | Dance Spell              | Northern Dancer          | Northern Dancer  |
| 父 *エンドスウィープ End Sweep 1991 鹿毛 | 父の母Broom Dance 1979 鹿毛                          | Dance Spell              | Obeah                    |                  |
| 父 *エンドスウィープ End Sweep 1991 鹿毛 | 父の母Broom Dance 1979 鹿毛                          | Witching Hour            | Thinking Cap             | Thinking Cap     |
| 父 *エンドスウィープ End Sweep 1991 鹿毛 | 父の母Broom Dance 1979 鹿毛                          | Witching Hour            | Enchanted Eye            |                  |
| 母 マイケイティーズ 1998 黒鹿毛          | 母の父*サンデーサイレンス Sunday Silence 1986 青鹿毛 | Halo                     | Hail to Reason           | Hail to Reason   |
| 母 マイケイティーズ 1998 黒鹿毛          | 母の父*サンデーサイレンス Sunday Silence 1986 青鹿毛 | Halo                     | Cosmah                   |                  |
| 母 マイケイティーズ 1998 黒鹿毛          | 母の父*サンデーサイレンス Sunday Silence 1986 青鹿毛 | Wishing Well             | Understanding            | Understanding    |
| 母 マイケイティーズ 1998 黒鹿毛          | 母の父*サンデーサイレンス Sunday Silence 1986 青鹿毛 | Wishing Well             | Mountain Flower          |                  |
| 母 マイケイティーズ 1998 黒鹿毛          | 母の母*ケイティーズファースト Katies First 1987 鹿毛 | Kris                     | Sharpen Up               | Sharpen Up       |
| 母 マイケイティーズ 1998 黒鹿毛          | 母の母*ケイティーズファースト Katies First 1987 鹿毛 | Kris                     | Doubly Sure              |                  |
| 母 マイケイティーズ 1998 黒鹿毛          | 母の母*ケイティーズファースト Katies First 1987 鹿毛 | Katies                   | *ノノアルコ              | *ノノアルコ      |
| 母 マイケイティーズ 1998 黒鹿毛          | 母の母*ケイティーズファースト Katies First 1987 鹿毛 | Katies                   | Mortefontaine            |                  |
| 母系(F-No.)                              | 7号族(FN:7-f)                                        | 7号族(FN:7-f)            | 7号族(FN:7-f)            | [ § 3 ]          |
| 5代内の近親交配                          | Nearctic5×5=6.25%                                    | Nearctic5×5=6.25%        | Nearctic5×5=6.25%        | [ § 4 ]          |
| 出典                                     | 1. 2. 3. 4.                                          | 1. 2. 3. 4.              | 1. 2. 3. 4.              | 1. 2. 3. 4.      |

- 父エンドスウィープにとってはラストクロップにあたる産駒。
- 半弟サブミーカーは種牡馬。
- 祖母ケイティーズファーストの孫にダガーズアラベスク（東京2歳優駿牝馬）、エフフォーリア（皐月賞）、曾祖母Katiesの仔にヒシアマゾン（エリザベス女王杯等）、ヒシナイル（フェアリーステークス）、ヒシピナクル（ローズステークス）、Katiesの孫スリープレスナイト（スプリンターズステークス）がいる。その他近親馬については、ケイティーズ#主なファミリーラインを参照。
- 2007年のセレクトセールで半弟が高額で落札された。1日目にアドマイヤコブラ（父・フレンチデピュティ）が2億5000万円[80]、2日目にアドマイヤハーレ（父・クロフネ）が3億円という価格で同じく近藤利一オーナーに落札された[81]。